# Povodí Váhu

Rozsah povodí Váhu na Slovensku a v sousedních zemích

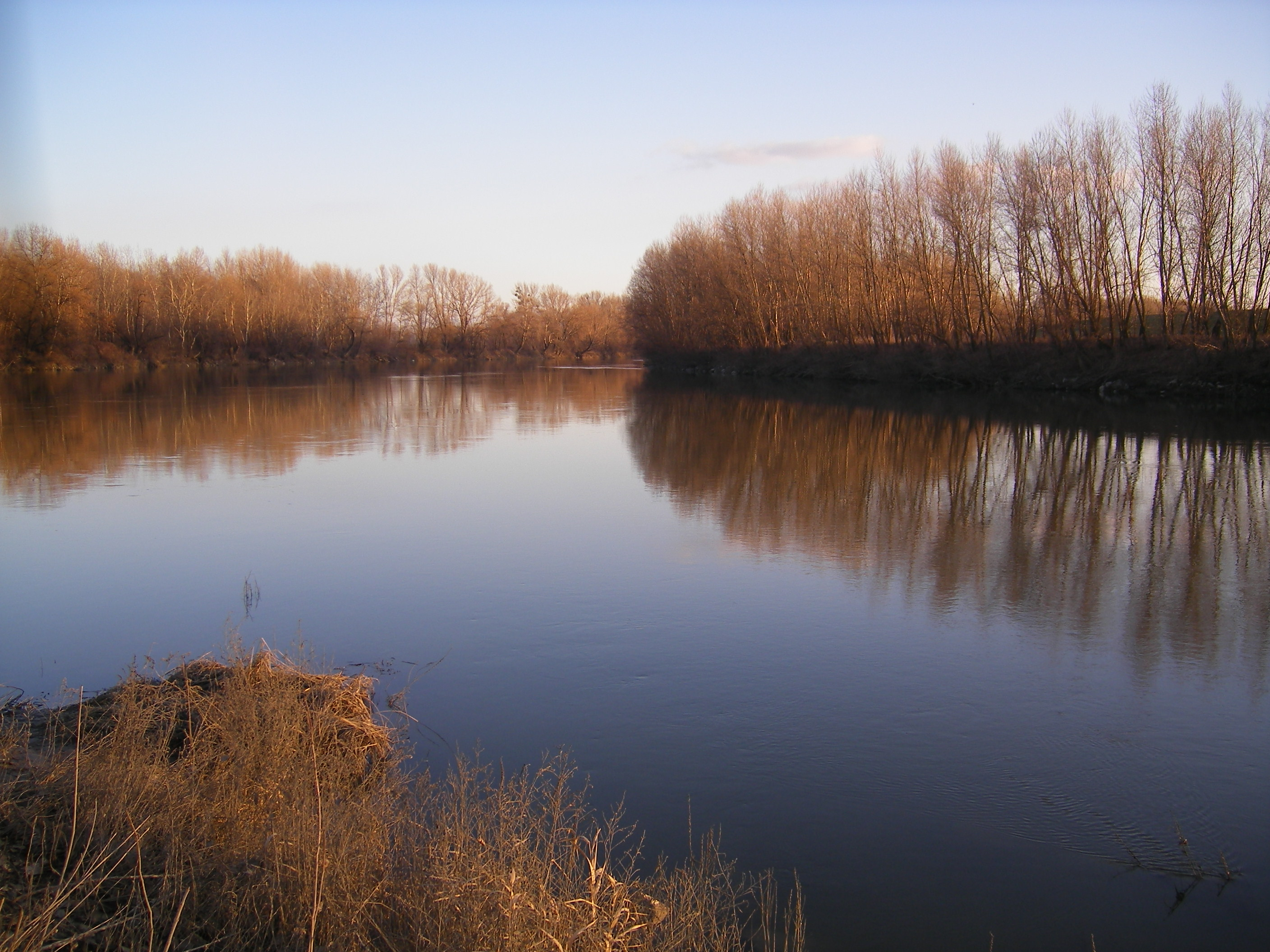
Soutok Malého Dunaje s Váhem

Povodí Váhu je povodí na Slovensku, které okrajově zasahuje také na území Česka a Polska. Je to součást povodí Dunaje, odvodňovaná nejdelší slovenskou řekou Váh.

## Charakteristika
Povodí Váhu je území, odkud voda stéká do řeky Váh. V severní a střední části je většinou ostře ohraničeno hřebenovou rozvodnicí místy klesající do sedel, na jihu v rovině Podunajské nížiny je rozvodnice nezřetelná až nejasná. Na západě sousedí s povodím Moravy, na severu s povodím Odry, na severovýchodě s povodím Visly (skrze Solu, Skawu, Rabu a Dunajec), na východě s povodím Slané (resp. Tisy), na jihovýchodě s povodím Hronu a na jihu s povodím samotného Dunaje. Jeho rozhraní s povodím Odry a Visly je zároveň hranicí povodí celého Dunaje a rozvodím mezi Baltským a Černým mořem.
Na Slovensku je se svými 19 696 km² největším povodím (pokud nepočítáme Dunaj). V jeho povodí sídlí dvě pětiny obyvatel Slovenska (2,2 milionu). Za rok odvede z tohoto území řeka Váh až 5,4 mld. m³ vody a říční síť má délku téměř 16 000 km. Vlivem intenzivního průmyslu, zemědělství a hustého osídlení patří povodí Váhu patří mezi nejznečištěnější na Slovensku.

## Dílčí povodí
| Povodí                 | Rozloha [km²] | Stát                       | Nejvyšší bod            | Nadm.výška [m] | Odtékající řeka | Průtok v ústí [m³/s] | Odtok [l/s/km²] |
| ---------------------- | ------------- | -------------------------- | ----------------------- | -------------- | --------------- | -------------------- | --------------- |
| Povodí Nitry           | 3 257         | Slovensko                  | Vtáčnik                 | 1 346          | Nitra           | 22,5                 | 6,9             |
| Povodí Malého Dunaje   | 2 674         | Slovensko                  | Záruby                  | 768            | Malý Dunaj      | 27,8                 | 3,2             |
| Povodí Oravy           | 1 992         | Slovensko · Polsko         | Baníkov                 | 2 178          | Orava           | 34,5                 | 17,3            |
| Povodí Žitavy          | 1 244         | Slovensko                  | Velký Inovec            | 901            | Žitava          | 5,1                  | 4,1             |
| Povodí Kysuce          | 1 053         | Slovensko · Polsko · Česko | Velká Rača              | 1 236          | Kysuca          | 17,3                 | 16,4            |
| Povodí Turce           | 934           | Slovensko                  | Ostredok                | 1 596          | Turiec          | 10,9                 | 11,7            |
| Povodí Horního Dudváhu | 499           | Slovensko                  | Velká Javořina (hřeben) | 950            | Dudváh          |                      |                 |
| Povodí Vláry           | 372           | Česko · Slovensko          | Průklesy                | 836            | Vlára           | 3,4                  | 9,1             |
| Povodí Rajčanky        | 359           | Slovensko                  | Veľká lúka              | 1 476          | Rajčanka        | 4,0                  | 11,1            |

1. ↑  Povodí Nitry bývá vyčleňováno i jako samostatné povodí (mimo Váh), ačkoliv řeka Nitra přítokem Váhu technicky vzato je. Prakticky se Váh a Nitra vlévají do Dunaje společným ústím.
2. 1 2  Žitava je obvykle brána za přítok Nitry, ovšem fakticky se vlévá jen do jejího vedlejšího ramene Staré Nitry (a ta pak do Váhu), zatímco hlavní tok Nitry je zaústěn do Váhu podstatně dříve (ještě nad jeho soutokem s Malým Dunajem). (Původně se Žitava vlévala přímo do Dunaje.)
3. ↑  Malý Dunaj není klasickým přítokem, neboť se jedná o rameno Dunaje (součást dunajské vnitrozemské delty). Většina jeho průtoku zpravidla natéká z Dunaje, nikoliv ze srážek na povodí. Na soutoku s Váhem je Malý Dunaj podstatně menším tokem, proto je brán jako přítok, ačkoliv v zásadě jde již vlastně o zaústění Váhu do systému ramen Dunaje.
4. 1 2  Dudváh je silně regulovaný tok s řadou různých vyústění; několik kanálů z něj vede přímo do Váhu, jiné skrze Čiernou vodu do Malého Dunaje. Je proto obtížné jednoznačně vymezit jeho povodí. Zde je vyčleněno povodí Horního Dudváhu (tok po Siladice) z povodí Malého Dunaje.

## Rozsah
Povodí Váhu zasahuje na území sedmi krajů a čtyřiceti okresů Slovenska. Odvodňuje celý Žilinský kraj, převážnou většinu Trenčínského kraje (s výjimkou západní části okresu Myjava a jihovýchodního okraje okresu Prievidza – území jižně od města Handlová) , centrální část Trnavského kraje (cca 2/3 území, kromě Záhoří a nejjižnějších oblastí), západní polovinu Nitranského kraje a také východní část Bratislavského kraje. Prostřednictvím svých zdrojnic, Bílého a Černého Váhu, řeka odvodňuje i nejzápadnější okraj Prešovského kraje (západní část okresu Poprad). Zcela okrajově zasahuje také do Banskobystrického kraje, konkrétně nejsevernější část okresu Žiar nad Hronom (severozápadně od Kremnice) a severní výběžek okresu Banská Bystrica (Donovaly).
Z horopisných celků se na povodí Váhu kompletně nachází Malá Fatra, Oravská Magura, Chočské vrchy, Žiar, Strážovské vrchy, Považský Inovec, Tribeč. Po hranici se dále táhnou pohoří Malé Karpaty, Bílé Karpaty, Javorníky, Moravskoslezské Beskydy, Oravské Beskydy, Tatry, Nízké Tatry, Velká Fatra, Kremnické vrchy, Vtáčnik, Pohronský Inovec a Pohronská pahorkatina. Jižní hranice povodí není v terénu patrná, prochází Podunajskou rovinou.

### Vodní toky na povodí podle délky
1. Váh: 403 km
2. Nitra: 196,7 km
3. Žitava: 99,3 km
4. Kysuca: 66,3 km
5. Turiec: 66,3 km
6. Orava: 60,3 km
7. Nitrica: 51,4 km
8. Dlhý kanál: 51 km
9. Rajčanka: 47,5 km
10. Bebrava: 47,2 km
11. Vlára: 42,5 km (10,5 km na Slovensku)
12. Horní Dudváh: 42,1 km
13. Bílá Orava: 37 km
14. Belá: 36,3 km
15. Revúca: 33,1 km
16. Jablonka: 33 km
17. Handlovka: 32 km
18. Oravica: 32 km
19. Radošinka: 31,9 km
20. Malá Nitra: 31,1 km
21. Horná Blava: 30,5 km
22. Bystrica: 30 km
23. Cabajský potok: 29 km
24. Chotina: 29 km
25. Polhoranka: 28 km
26. Holeška: 27,7 km
27. Jarčie: 27 km
28. Teplica: 26,5 km
29. Teplička: 26,5 km
30. Radiša: 26 km
31. Biela voda: 25,2 km
32. Bojnianka: 25 km
33. Drevenica: 25 km
34. Varínka: 24,7 km
35. Čerešňový potok: 24,5 km
36. Jelešňa: 24 km
37. Livina: 24 km
38. Ľubochnianka: 24 km
39. Ľupčianka: 23,7 km
40. Vyčoma: 23 km
41. Lednica: 21,4 km
42. Tovarský potok: 20,1 km
43. Chtelnička: 19,7 km
44. Súčanka: 19,7 km
45. Domanižanka: 19,4 km
46. Demänovka: 19 km
47. Podhradský potok: 18,9 km
48. Štiavnik: 18,7 km
49. Boca: 18,5 km
50. Palúdžanka: 18 km
51. Smrečianka: 18 km
52. Štiavnica: 18 km
53. Tŕstie: 18 km
54. Pružinka: 17,7 km
55. Petrovička: 17,2 km
56. Jalovčanka: 16,7 km